# Desastre del aeropuerto de Detroit de 1990
El 3 de diciembre de 1990, dos aviones de Northwest Airlines chocaron en el Aeropuerto Metropolitano del Condado de Wayne de Detroit. El vuelo 1482, un Douglas DC-9-14 que operaba desde Detroit al Aeropuerto Internacional de Pittsburgh, se estacionó por error en una pista activa en medio de una niebla densa y fue golpeado por un Boeing 727 que estaba despegando y operaba como el vuelo 299 con destino al Aeropuerto Internacional de Memphis. Un miembro de la tripulación y siete ocupantes del DC-9 fallecieron.

## Aeronaves

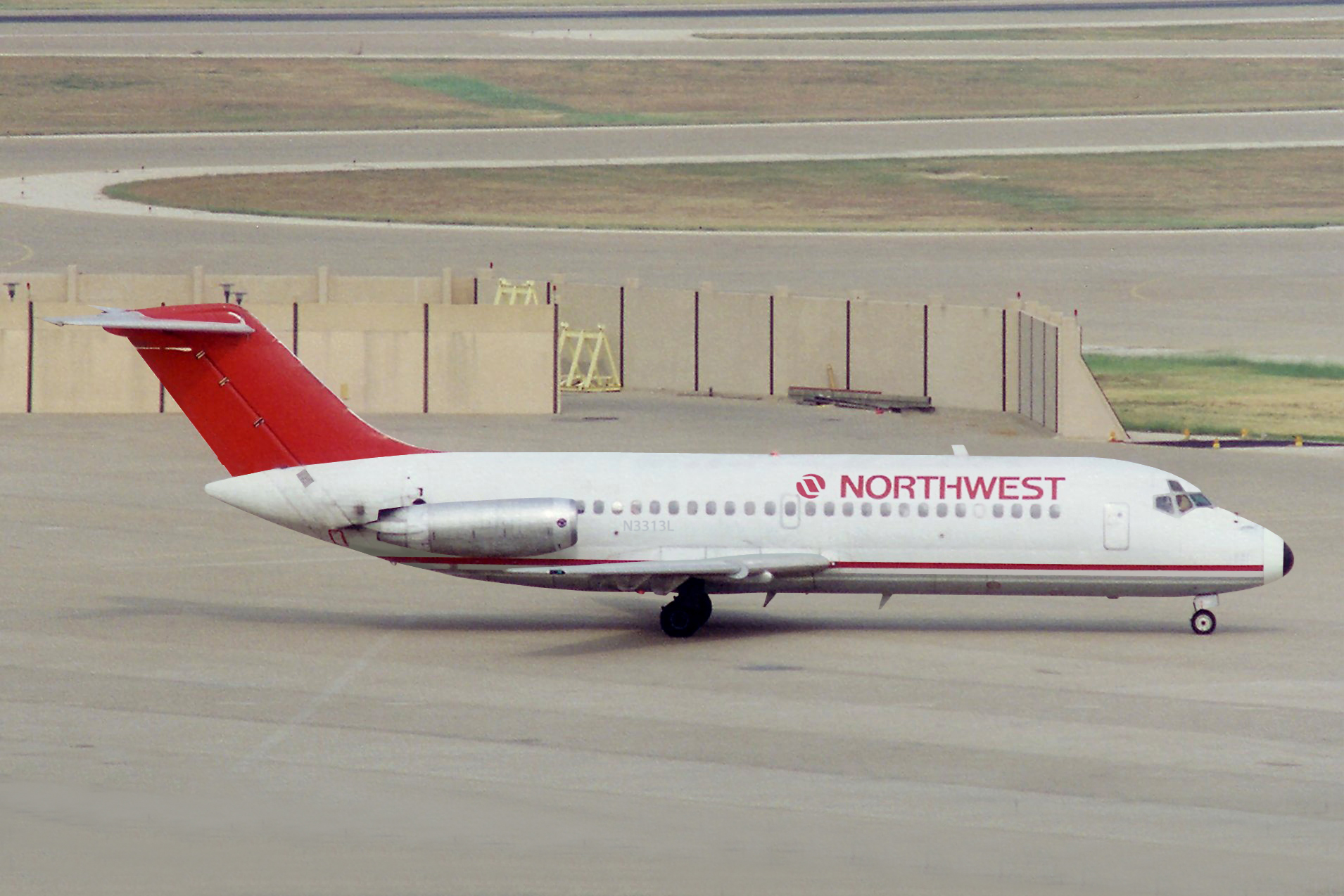
El Douglas DC-9 de Northwest Airlines accidentado, fotografiado en octubre de 1990 con una librea anterior.

El Douglas DC-9 que operaba el vuelo 1482 fue registrado N3313L; Fue construido en 1966 y tenía un total de 62,253 horas de funcionamiento. El DC-9 se entregó nuevo a Delta antes de ser vendido al predecesor Southern Airways en 1973. Al momento del accidente tenía 24 años. 
El Boeing 727 que operaba el vuelo 299 estaba registrado como N278US y había sido comprado por Northwest en 1975. Tenía 37.310 horas de operación. El avión fue reparado y voló con Northwest hasta 1995. Posteriormente la aeronave N278US fue vendida a Kitty Hawk Aircargo para luego ser desguazado en 2011 tras 36 años de servicio.

## Accidente

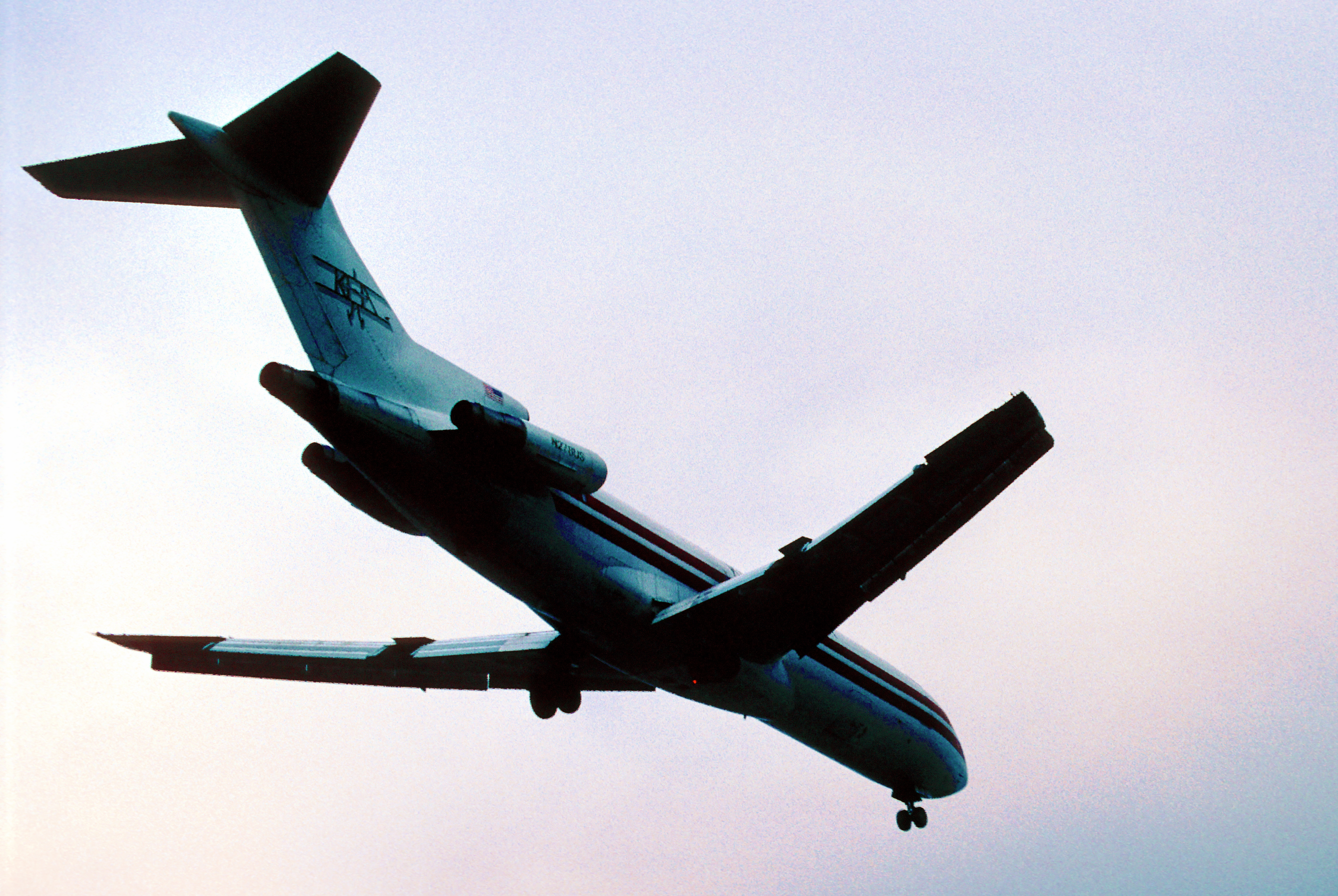
El Boeing 727-251 Advanced involucrado en el choque, fotografiado en 2010, 20 años después de la colisión y con su operador Kitty Hawk Aircargo.

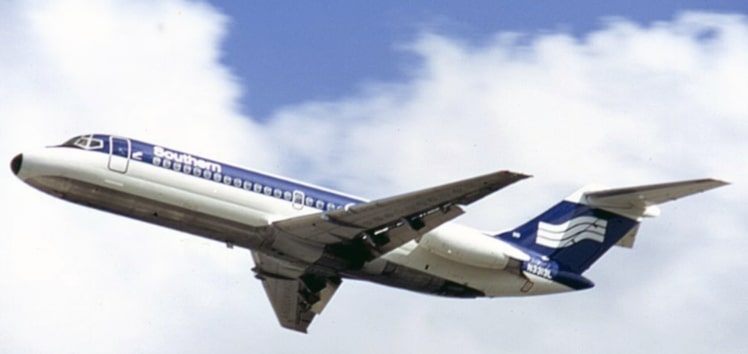
El McDonnell Douglas DC-9-14 involucrado en el choque, fotografiado en diciembre de 1973 mientras estaba en servicio con Southern Airways.

El Northwest 1482 fue autorizado a salir de la puerta hacia la pista 03C, pero no giró en la calle de rodaje Oscar  6 y en su lugar entró en la calle de rodaje exterior. Para corregir el error, se les indicó que giraran a la derecha en el Taxiway Xray, pero la tripulación en cambio giró a la pista activa, 03C. Se dieron cuenta del error y se pusieron en contacto con el control de tráfico aéreo, quien les dijo que abandonaran la pista inmediatamente.
Cinco segundos después (a las 13:45 EST), la tripulación vio el Boeing 727 dirigiéndose hacia ellos. El 727 estaba operando el vuelo Northwest 299 con destino a Memphis, y acababa de ser autorizado para despegar. El ala derecha del 727 golpeó el lado derecho del DC-9 y atravesó el fuselaje justo debajo de las ventanas, luego continuó a popa y finalmente apagó el motor # 2 del DC-9. El DC-9 se incendió y fue destruido; el 727 sufrió un ala dañada y luego fue reparado. 
El capitán del DC-9 escapó de su avión a través de la ventana deslizante izquierda. Dieciocho personas escaparon del avión desde la salida de ala izquierda; trece personas salieron por la puerta de embarque principal izquierda; cuatro personas saltaron de la puerta de servicio derecha. El jumpseat trasera asistente de vuelo y un pasajero murieron por inhalación de humo en el cono de cola del DC-9; la liberación del tubo de escape no se activó, y la investigación posterior determinó que el mecanismo de liberación era mecánicamente inoperable.
De los pasajeros sobrevivientes, la NTSB declaró que 10 recibieron heridas graves y 23 recibieron heridas leves o ninguna. Los tres miembros de la tripulación sobrevivientes recibieron heridas leves o ninguna. La NTSB agregó que no recibió registros médicos de tres pasajeros que ingresaron en un centro de quemados; a los fines del informe, la NTSB calificó sus lesiones como graves. El NTSB tampoco recibió registros médicos del copiloto y seis pasajeros que fueron tratados y dados de alta de los hospitales del área; a los fines del informe, la NTSB asumió que recibieron heridas leves.

## Investigación
El accidente fue investigado por la Junta Nacional de Seguridad del Transporte, que determinó que la causa probable del accidente era:
- Una falta de coordinación adecuada de la tripulación, incluida una inversión virtual de los roles de los pilotos DC-9, lo que llevó a que no dejaran de rodar su avión y alertar al controlador de tierra de su incertidumbre posicional de manera oportuna antes y después de entrometerse en el activo pista.

Contribuyendo a la causa del accidente fueron: 
- Deficiencias en los servicios de control de tráfico aéreo prestados por la torre de Detroit, incluida la falla del controlador de tierra para tomar medidas oportunas para alertar al controlador local de la posible incursión en la pista  observaciones de visibilidad inadecuadas, falla usar instrucciones de taxi progresivas en condiciones de baja visibilidad, y la emisión de instrucciones de taxi inapropiadas y confusas, combinadas con una supervisión de respaldo inadecuada para el nivel de experiencia del personal en servicio.

- Deficiencias en las marcas de superficie, señalización e iluminación en el aeropuerto y la falla de la Administración Federal de Aviación, vigilancia para detectar o corregir cualquiera de estas deficiencias; y la incapacidad de Northwest Airlines, Inc. de proporcionar capacitación adecuada en gestión de recursos de cabina a sus tripulaciones de línea.

Contribuyendo a las muertes en el accidente fue la inoperancia del mecanismo interno de liberación del cono de cola DC-9. Contribuyendo al número y la gravedad de las lesiones fue la incapacidad de la tripulación del DC-9 para ejecutar correctamente la evacuación de pasajeros.

## Dramatización
Este accidente fue presentado en la vigésima temporada de la serie Mayday: catástrofes aéreas, en el episodio titulado «Confusión en la pista» en Hispanoamérica y «Confusión en la pista de rodaje» en España. El accidente se reexaminó en el segundo episodio de la tercera temporada de la subserie compilatoria The Accident Files titulado «Colisiones».